# Suchanki
Suchanki – kolonia w Polsce położona w województwie zachodniopomorskim, w powiecie stargardzkim, w gminie Suchań, położona 3,5 km na północny wschód od Suchania (siedziby gminy) i 22 km na południowy wschód od Stargardu (siedziby powiatu).
W latach 1975–1998 miejscowość położona była w województwie szczecińskim.